# Dimitrios Diamantidis
Dimitrios Diamantidis (griechisch Δημήτριος Διαμαντίδης, * 6. Mai 1980 in Kastoria) ist ein ehemaliger griechischer Basketballspieler. Der 1,96 m große Point Guard zeichnete sich vor allem durch seine Abwehrqualitäten sowie seine Vielseitigkeit aus, galt über Jahre als bester Defensivspieler Europas und wurde infolgedessen sechsmal zum besten Verteidiger der EuroLeague gewählt.
Mit der Nationalmannschaft Griechenlands gewann er die Europameisterschaft 2005 und erreichte 2006 die Vize-Weltmeisterschaft. Zudem konnte er mit Panathinaikos Athen dreimal die EuroLeague sowie neun griechischer Meisterschaften und zehn Pokalsiege erringen. Während seiner 17-Jährigen Profikarriere konnte Diamantidis 24 Titel gewinnen und liegt damit hinter Fragiskos Alvertis (25 Titel) auf Platz zwei der erfolgreichsten griechischen Basketballspieler.
Diamantidis zählt zu den bedeutendsten Akteuren der europäischen Basketballgeschichte. Obwohl er nie in der US-Profiliga NBA spielte, galt er als einer der besten Spieler weltweit. In den ewigen Bestenlisten der EuroLeague führt er die Kategorien für die meisten Assists, Steals und absolvierter Spielzeit an. Ebenfalls den ersten Platz belegt er in der Kategorie der persönlichen Einzelbewertung aller Spieler.

## Karriere

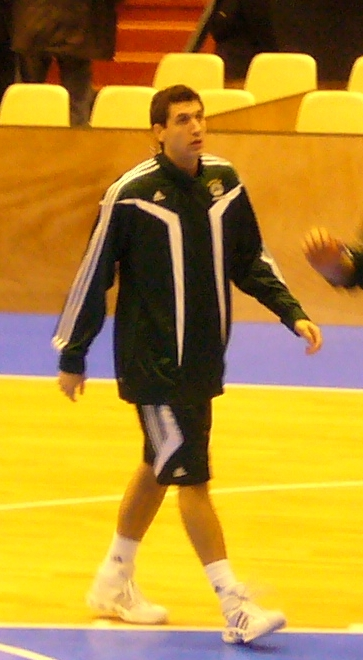
Diamantidis im November 2007

### Verein
Diamantidis begann seine Karriere 1994 in seiner Heimatstadt Kastoria, bevor er 1999 in die griechische Profiliga zu Iraklis Thessaloniki wechselte. In seiner zweiten Saison bei Iraklis etablierte sich Diamantidis als Starting-Five Spieler und wurde 2004 zum MVP der griechischen A1 Ethniki gewählt. Im Sommer desselben Jahres wechselte er zu Panathinaikos Athen, bei denen er noch heute unter Vertrag steht. Mit Panathinaikos gelang dem Aufbauspieler 2005, 2006, 2008, 2013 und 2014 das Double. 2007 und 2009 gelang ihm sogar das Triple. Im Finale 2007 besiegte er mit Panathinaikos ZSKA Moskau und wurde im Anschluss zum MVP der Begegnung gewählt.
Eine Rekordmarke setzte Diamantidis, als er zwischen dem 6. Juli 2004 und dem 11. August 2007 an 245 Spielen von Panathinaikos und der griechischen Nationalmannschaft teilnahm und dabei keine Begegnung verpasste.
Am 16. November 2008 erreichte Diamantidis als erst vierter Spieler der A1 Ethniki 1000 Karriere-Assists. Nur wenige Wochen später, am 20. Dezember desselben Jahres, erreichte er, als ebenfalls erst vierter Spieler der A1 Ethniki, 500 Karriere-Steals. Am 6. Januar 2011 hat er Angelos Koronios in der ewigen Bestenliste überholt und führt seitdem die Kategorie für gegebene Assists an. Am 22. Januar 2011 überholte er Koronios auch bei den Steals und übernahm auch in dieser Kategorie die Führung.
Nachdem Fragiskos Alvertis 2009 seine Karriere beendete, ist Diamantidis Mannschaftskapitän von Panathinaikos.
Am 21. April 2014 übernahm Diamantidis die Führung in ewigen Bestenliste als bester Assist-Geber der EuroLeague.
Nach dem Ende der Saison 2015/2016 beendete Diamantidis seine aktive Laufbahn. Am 9. Juni 2016 gab Panathinaikos bekannt, die bis zu diesem Zeitpunkt von Diamantidis getragene Rückennummer 13 in Zukunft nicht mehr zu vergeben.

### Nationalmannschaft
Sein Debüt bei der griechischen Nationalmannschaft gab Diamantidis im Rahmen der Mittelmeerspiele am 5. September 2001. Bei einem 101:56-Sieg über den Libanon gelangen ihm dabei sechs Punkte. 2005 gewann er die Basketball-Europameisterschaft. Gegner im Finale, welches in Belgrad stattfand, war die deutsche Mannschaft um Dirk Nowitzki. Diamantidis beendete dieses Turnier als bester Assist-Geber und wurde ins All-Tournament Team gewählt. Im Halbfinale gegen Frankreich gelang ihm wenige Sekunden vor Ablauf der Spielzeit beim Stand von 64:66 ein Dreipunktwurf, welcher Griechenland den 67:66-Sieg und das Finalticket gab. Bei der Basketball-Weltmeisterschaft 2006 erreichte Diamantidis mit Griechenland das Endspiel und gewann dort die Silbermedaille. Auf dem Weg ins Finale bezwang die griechische Auswahl dabei unter anderem als einzige Mannschaft die Nationalmannschaft aus den Vereinigten Staaten.
Mit Griechenland nahm Diamantidis auch an den Olympischen Spielen 2004 und 2008 teil, konnte einmal den Stanković Cup und siebenmal das Akropolis-Turnier gewinnen.
Seinen Rücktritt aus der Nationalmannschaft gab Diamantidis am 4. September 2010 nach dem Ausscheiden im WM-Achtelfinale gegen Spanien bekannt.

## Spielstil
Diamantidis galt als vielseitiger Spieler der auf vielen Positionen eingesetzt werden konnte. So spielte er bei Panathinaikos neben seiner eigentlichen Position häufig auch als Shooting Guard oder Small Forward. Dank seiner Athletik und seiner Fähigkeit auch gegen größere Spieler verteidigen und aufposten zu können, wurde er vor allem von seinem ehemaligen Trainer Željko Obradović gelegentlich auch auf der Position des Power Forward, als sogenannter Point Forward, aufgestellt. Diamantidis galt während seiner aktiven Zeit als bester europäischer Defensivspieler und wurde sechsmal (fünf davon in Folge) als Bester Spieler in dieser Kategorie von der EuroLeague ausgezeichnet. Seinen Defensivqualitäten hatte er auch seinen Spitznamen 3D zu verdanken, was die Abkürzung für Dimitrios Diamantidis Defense ist. Aufgrund seiner im Verhältnis zu seiner Körpergröße überdurchschnittlich langen Arme und seiner dadurch hohen Quote an Steals, wurde Diamantidis in den griechischen Medien gelegentlich auch Octopus oder Spiderman genannt.

## Erfolge
- Griechischer Meister: 2005, 2006, 2007, 2008, 2009, 2010, 2011, 2013, 2014
- Griechischer Pokalsieger: 2005, 2006, 2007, 2008, 2009, 2012, 2013, 2014, 2015, 2016
- EuroLeague: 2007, 2009, 2011
- Europameisterschaft: 2005
- Stanković Cup: 2006
- Vize-Weltmeister: 2006
- Silbermedaille bei den Mittelmeermeisterschaften: 2001

## Auszeichnungen
- Sportler des Jahres (Griechenland): 2007
- MVP der A1 Ethniki: 2004, 2006, 2007, 2008, 2011, 2014
- MVP der griechischen Playoffs: 2006, 2007, 2011, 2014
- MVP des Akropolis-Turniers: 2005, 2006
- MVP des Euroleague Finals: 2007, 2011
- MVP der EuroLeague-Saison 2010/2011
- MVP des griechischen Pokalfinals: 2009, 2016
- EuroLeague All-Decade Team 2000–2010
- EuroLeague All-Decade Team 2010–2020
- ESAKE: Beste Mannschaft des Jahres: 2004, 2005, 2006, 2007, 2008, 2010, 2011, 2012, 2013, 2014, 2016
- Bester Verteidiger der EuroLeague: 2005, 2006, 2007, 2008, 2009, 2011
- Bester Verteidiger der A1 Ethniki: 2008, 2009 2011
- All Euroleague First Team: 2007, 2011, 2012, 2013
- Europameisterschaft All-Tournament-Team: 2005
- Europameisterschaft 2nd Team: 2005
- Teilnahmen am griechischen All Star Game: 2002, 2003, 2004, 2005, 2006, 2007, 2008, 2009, 2010, 2011, 2013, 2014
- Teilnahme an der U-20 Europameisterschaft: 2000
- Teilnahmen an Europameisterschaften: 2003, 2005, 2007
- Teilnahme an Weltmeisterschaften: 2006, 2010
- Teilnahme an Olympischen Spielen: 2004, 2008

## Statistiken

### Meisterschaft
| Saison    | Team                 | GP  | FG%  | 3P%  | FT%  | RPG | APG | SPG | BPG | PPG  |
| --------- | -------------------- | --- | ---- | ---- | ---- | --- | --- | --- | --- | ---- |
| 1999–2000 | Iraklis Thessaloniki | 9   | .250 | 0    | .750 | 1.9 | 0.7 | 0.9 | 0   | 1.8  |
| 2000–2001 | Iraklis Thessaloniki | 23  | .336 | .219 | .591 | 2.4 | 1.7 | 0.8 | 0.3 | 3.3  |
| 2001–2002 | Iraklis Thessaloniki | 31  | .445 | .391 | .700 | 4.6 | 1.7 | 2.8 | 0.4 | 6.2  |
| 2002–2003 | Iraklis Thessaloniki | 26  | .420 | .280 | .699 | 5.5 | 4.9 | 2.5 | 0.8 | 12.0 |
| 2003–2004 | Iraklis Thessaloniki | 35  | .443 | .333 | .792 | 6.3 | 2.9 | 1.4 | 0.3 | 14.8 |
| 2004–2005 | Panathinaikos Athen  | 37  | .523 | .358 | .706 | 4.8 | 3.4 | 1.8 | 0.5 | 8.1  |
| 2005–2006 | Panathinaikos Athen  | 34  | .467 | .433 | .816 | 4.1 | 3.0 | 2.5 | 0.3 | 8.6  |
| 2006–2007 | Panathinaikos Athen  | 36  | .527 | .468 | .750 | 4.3 | 4.9 | 1.8 | 0.6 | 8.9  |
| 2007–2008 | Panathinaikos Athen  | 36  | .481 | .412 | .896 | 4.6 | 3.6 | 2.0 | 0.7 | 8.8  |
| 2008–2009 | Panathinaikos Athen  | 27  | .561 | .538 | .848 | 3.2 | 3.9 | 1.1 | 0.5 | 8.2  |
| 2009–2010 | Panathinaikos Athen  | 30  | .543 | .455 | .802 | 4.2 | 4.9 | 1.6 | 0.5 | 9.0  |
| 2010–2011 | Panathinaikos Athen  | 35  | .456 | .410 | .872 | 2.3 | 4.4 | 1.2 | 0.2 | 8.7  |
| 2011–2012 | Panathinaikos Athen  | 33  | .537 | .438 | .847 | 2.4 | 4.4 | 1.2 | 0.3 | 10.2 |
| 2012–2013 | Panathinaikos Athen  | 30  | .427 | .412 | .815 | 3.3 | 5.1 | 1.2 | 0.4 | 10.5 |
| 2013–2014 | Panathinaikos Athen  | 35  | .498 | .402 | .871 | 2.1 | 4.5 | 1.0 | 0.2 | 9.3  |
| 2014–2015 | Panathinaikos Athen  | 31  | .436 | .407 | .771 | 2.4 | 5.5 | 0.9 | 0.3 | 8.1  |
| 2015–2016 | Panathinaikos Athen  | 32  | .383 | .333 | .849 | 2.9 | 4.0 | 1.3 | 0.3 | 6.4  |
| Gesamt    | Gesamt               | 520 |      |      |      | 3.7 | 3.9 | 1.6 | 0.4 | 8.8  |

### EuroLeague
| Saison    | Team                | GP  | GS  | MPG  | FG%  | 3P%  | FT%  | RPG | APG | SPG | BPG | PPG  | PIR  |
| --------- | ------------------- | --- | --- | ---- | ---- | ---- | ---- | --- | --- | --- | --- | ---- | ---- |
| 2004–2005 | Panathinaikos Athen | 25  | 20  | 27.4 | .544 | .467 | .709 | 3.7 | 3.1 | 2.0 | .6  | 8.5  | 12.5 |
| 2005–2006 | Panathinaikos Athen | 23  | 22  | 30.1 | .492 | .269 | .785 | 4.5 | 2.9 | 2.3 | .8  | 8.7  | 13.1 |
| 2006–2007 | Panathinaikos Athen | 24  | 24  | 29.1 | .489 | .460 | .780 | 3.9 | 3.9 | 2.2 | .6  | 8.9  | 14.3 |
| 2007–2008 | Panathinaikos Athen | 19  | 19  | 30.9 | .484 | .435 | .769 | 5.3 | 3.3 | 1.8 | .7  | 8.5  | 15.1 |
| 2008–2009 | Panathinaikos Athen | 21  | 12  | 27.3 | .486 | .441 | .863 | 4.4 | 3.1 | 1.5 | .5  | 8.5  | 14.0 |
| 2009–2010 | Panathinaikos Athen | 12  | 9   | 26.7 | .559 | .516 | .738 | 2.9 | 3.3 | 1.5 | .3  | 9.4  | 13.7 |
| 2010–2011 | Panathinaikos Athen | 22  | 21  | 30.5 | .433 | .370 | .872 | 3.9 | 6.2 | 1.6 | .1  | 12.5 | 18.5 |
| 2011–2012 | Panathinaikos Athen | 23  | 21  | 30.0 | .448 | .425 | .882 | 3.7 | 4.8 | 1.5 | .5  | 11.5 | 16.4 |
| 2012–2013 | Panathinaikos Athen | 27  | 25  | 31.5 | .368 | .315 | .712 | 3.4 | 5.8 | 1.4 | .4  | 8.1  | 13.1 |
| 2013–2014 | Panathinaikos Athen | 29  | 27  | 31.2 | .324 | .283 | .763 | 2.4 | 6.2 | 1.4 | .1  | 8.9  | 12.8 |
| 2014–2015 | Panathinaikos Athen | 27  | 27  | 27.3 | .410 | .379 | .814 | 2.3 | 5.9 | .9  | .3  | 8.0  | 12.1 |
| 2015–2016 | Panathinaikos Athen | 26  | 1   | 21.2 | .459 | .376 | .827 | 2.3 | 4.2 | .8  | .2  | 7.2  | 10.3 |
| Gesamt    |                     | 278 | 228 | 28.7 | .442 | .375 | .795 | 3.5 | 4.5 | 1.6 | .4  | 9.0  | 13.7 |